# Lydia Neumann
Lydia Neumann (* 11. November 1986 in Riesa) ist eine deutsche Fußballspielerin. Die Stürmerin spielte zuletzt für den Bundesligisten SC 07 Bad Neuenahr, danach beendete sie ihre Karriere.

## Karriere

### Verein
Neumann begann in Kripp beim ortsansässigen Sportverein 1946 Kripp mit dem Fußballspielen. Dem Jugendalter entwachsen, wurde sie zur Saison 2003/04 vom Bundesligisten SC 07 Bad Neuenahr verpflichtet. In ihrer Premierensaison im Seniorinnenbereich bestritt sie 16 Punktspiele und erzielte zwei Tore. Ihr Debüt am 17. August 2003 (1. Spieltag) beim 4:1-Sieg im Heimspiel gegen den FC Bayern München krönte sie gleich mit ihrem ersten Bundesligator, dem Treffer zum 1:0 in der zwölften Minute. Am Saisonende 2006/07 avancierte sie mit 13 Toren vereinsintern zur besten Torschützin. Ihr letztes Punktspiel bestritt sie am 13. März 2011 (22. Spieltag) beim 5:1-Sieg im Heimspiel gegen Bayer 04 Leverkusen. In der Winterpause der Saison 2011/12 trennte sich der Verein von ihr; der noch bis zum 30. Juni 2013 gültige Vertrag wurde daraufhin im Einvernehmen aufgelöst.

### Nationalmannschaft
Neumann war von 2002 bis 2007 Nationalspielerin der Altersklassen U17 bis U23 und bestritt in dieser Zeit 19 Länderspiele, in denen sie neun Tore erzielte. Ihr Länderspieldebüt gab sie am 29. Oktober 2002 beim 5:0-Sieg der U17-Nationalmannschaft im Testspiel gegen die Auswahl Frankreichs mit Einwechslung für Julia Sadzio in der 66. Minute. Ihr erstes Länderspieltor erzielte sie für die U21-Nationalmannschaft am 24. Mai 2005 bei der 1:3-Niederlage im Testspiel gegen die US-amerikanische Auswahl.
Mit der U20-Nationalmannschaft nahm sie an der vom 17. August bis 3. September 2006 in Russland ausgetragenen Weltmeisterschaft teil und bestritt mit dem ersten Spiel der Gruppe C und dem Viertelfinale ihre einzigen beiden Turnierspiele. Im selben Jahr gewann sie mit der U21-Nationalmannschaft den Wettbewerb um den Nordic-Cup, mit der U23-Nationalmannschaft unterlag sie 2007 der Auswahl der US-Amerikanerinnen im Finale mit 0:4.

## Erfolge
- Nordic-Cup-Sieger 2006 (U21), -Finalist 2007 (U23)